# Yinlong downsi
Yinlong downsi es la única especie conocida del género extinto Yinlong ("dragón escondido") de dinosaurio ornitisquio chaoyangsáurido, que vivió a finales del período Jurásico, hace aproximadamente 158 millones de años, en el Oxfordiense, en lo que hoy es Asia. Era un herbívoro principalmente bípedo. Yinlong es el más antiguo y primitivo ceratopsio conocido.

## Descripción

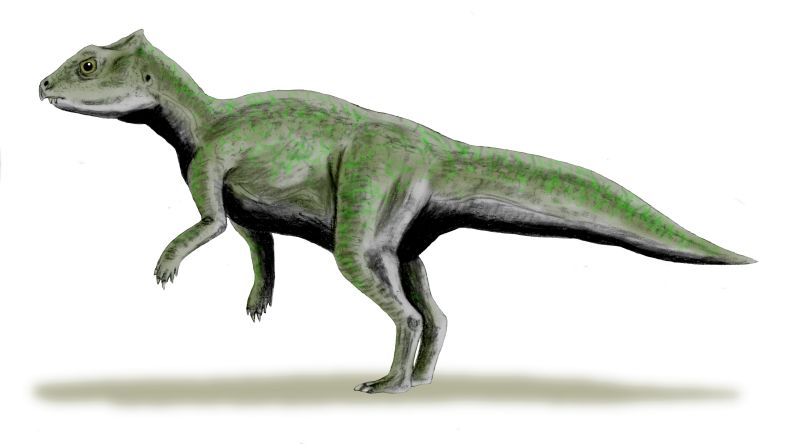
Recreación en vida de Y. downsi.

Yinlong era un dinosaurio relativamente pequeño, con una longitud total de cerca de 1.2 metros de la nariz a la cola, y un peso cercano a los 10 kilogramos. Las largas y robustas extremidades posteriores, en contraste con las más cortas y delgadas extremidades delanteras con tres dedos sugieren que era un animal bípedo como muchos otros ornitisquios pequeños.
A pesar de carecer virtualmente de la típica gola y los cuernos, Yinlong pertenece al grupo de los ceratopsios. Su cráneo es alto y ancho y relativamente grande en comparación con muchos otros ornitisquios, a la vez que es proporcionalmente pequeño que el de sus demás parientes ceratpsios.

## Descubrimiento e investigación
Un equipo de paleontólogos estadounidenses y chinos, incluyendo a Xu Xing, Catherine Forster, Jim Clark y Mo Jinyou, describieron y nombraron a Yinlong en 2006. El nombre del género se deriva de las palabras en mandarín 隱, yǐn, "oculto" y 龍, lóng, "dragón", en referencia a la película El tigre y el dragón, la cual fue mayormente filmada en la provincia occidental de Xinjiang, cerca de la localidad en donde se hallaron los restos fósiles de este animal. Long es la palabra más frecuentemente usada en los medios de comunicación chinos para referirse a los dinosaurios. El nombre de la especie es en honor del paleontólogo de vertebrados estadounidense William Randall Downs III, participante habitual de las expediciones paleontológicas a China, quien falleció un año antes de que fuera descubierto Yinlong.
El material conocido de Yinlong consiste de varios esqueletos y cráneos. El primer espécimen descubierto fue un esqueleto excepcionalmente bien preservado que incluía el cráneo de un animal casi adulto, hallado en 2004 en estratos del Jurásico Medio al Jurásico Superior de la Formación Shishugou localizado en la provincia de Xinjiang, China. Yinlong fue descubierto en la sección superior de esta formación la cual data de la época del Oxfordiense, entre hace 161,2 a 155,7 millones de años. Todos los demás ceratopsios descritos son conocidos del posterior período Cretácico.

## Clasificación

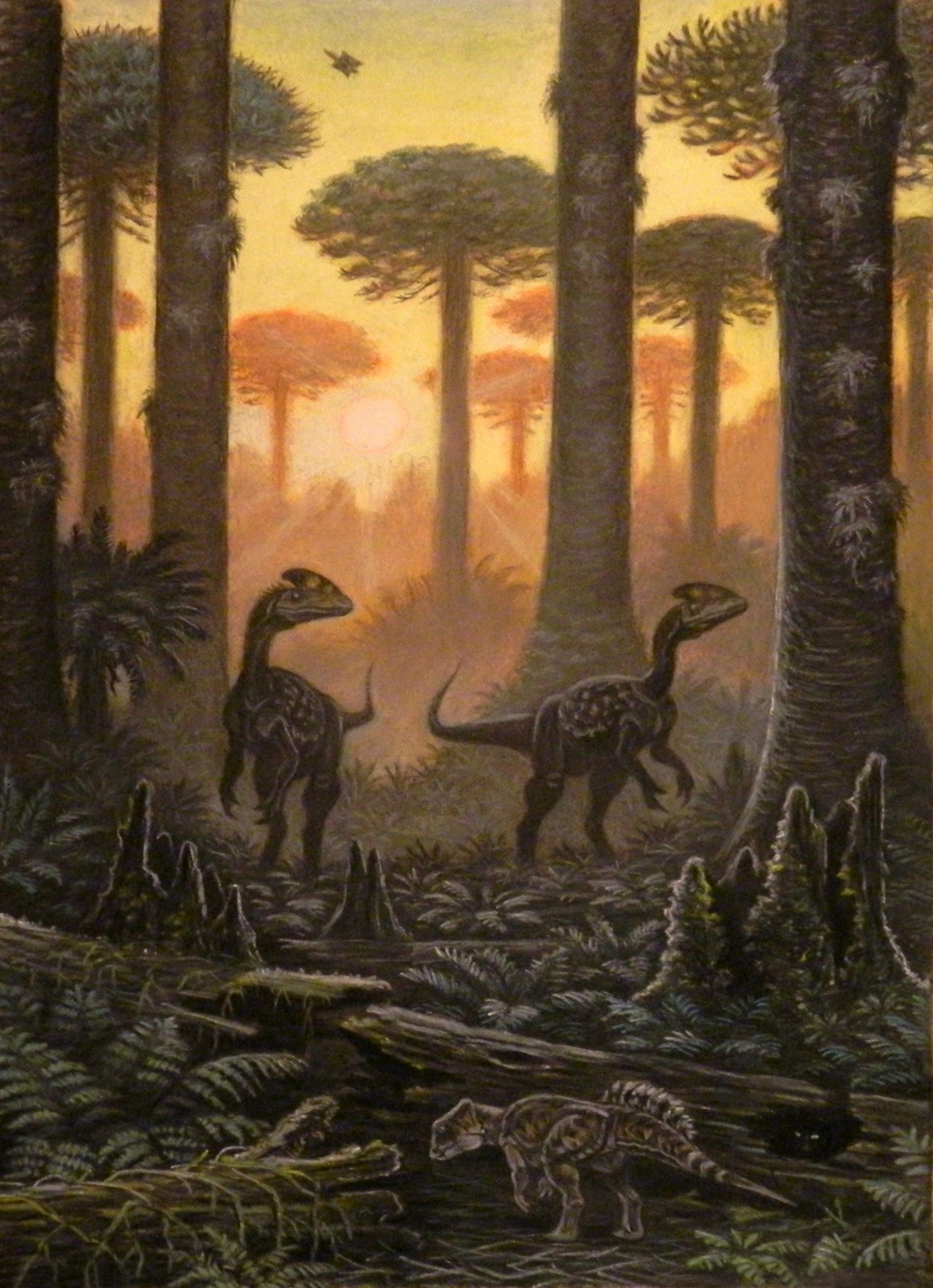
Recreación de Yinlong ocultándose de dos Guanlong.

Un pequeño hueso rostral en el extremo del maxilar identifica claramente a Yinlong como un ceratopsio, aunque el cráneo exhibe varias características, especialmente la ornamentación del hueso escamosal en la bóveda craneana, que anteriormente se creyeron como únicas de los paquicefalosaurios. La presencia de estos rasgos en Yinlong indica que estas son en realidad sinapomorfias (rasgos únicos) del grupo mayor Marginocephalia, el cual abarca tanto a paquicefalosaurios como ceratopsios, aunque estas características se perdieron en todos los ceratopsios más avanzados que Yinlong. La añadidura de estas características fortalece el apoyo para el grupo Marginocephalia. Yinlong también preserva características craneanas que recuerdan a la familia Heterodontosauridae, proporcionando fundamento a la hipótesis de que los heterodontosáuridos estaban cercanamente relacionados con los marginocéfalos El grupo que contiene a Marginocephalia y Heterodontosauridae ha sido nombrado Heterodontosauriformes. Sin embargo, esta hipótesis no ha encontrado apoyo en los subsecuentes análisis de ornitisquios basales que se han efectuado como parte de un estudio sobre la anatomía del postcráneo de Yinlong.

### Filogenia
Filogenia de Ceratopsia basada en el estudio de 2017 donde no se encuentra apoyo para la hipótesis de los Heterodontosauriformes.

|  | Psittacosaurus lujiatunensis |
|  |                              |
|  | Psittacosaurus mongoliensis  |
|  |                              |

|  | Stenopelix valdensis |
|  |                      |
|  | Yinlong downsi       |
|  |                      |

|  | Chaoyangsaurus youngi                                                                  |
|  |                                                                                        |
|  | \| \| Xuanhuaceratops niei \| \| \| \| \| \| Hualianceratops wucaiwanensis \| \| \| \| |
|  |                                                                                        |
|  | Xuanhuaceratops niei                                                                   |
|  |                                                                                        |
|  | Hualianceratops wucaiwanensis                                                          |
|  |                                                                                        |

|  | Xuanhuaceratops niei          |
|  |                               |
|  | Hualianceratops wucaiwanensis |
|  |                               |

|  | Stenopelix valdensis |
|  |                      |
|  | Yinlong downsi       |
|  |                      |

|  | Chaoyangsaurus youngi                                                                  |
|  |                                                                                        |
|  | \| \| Xuanhuaceratops niei \| \| \| \| \| \| Hualianceratops wucaiwanensis \| \| \| \| |
|  |                                                                                        |
|  | Xuanhuaceratops niei                                                                   |
|  |                                                                                        |
|  | Hualianceratops wucaiwanensis                                                          |
|  |                                                                                        |

|  | Xuanhuaceratops niei          |
|  |                               |
|  | Hualianceratops wucaiwanensis |
|  |                               |

|  | Leptoceratops gracilis                                                                  |
|  |                                                                                         |
|  | \| \| Bagaceratops rozhdestvenskyi \| \| \| \| \| \| Protoceratops andrewsi \| \| \| \| |
|  |                                                                                         |
|  | Bagaceratops rozhdestvenskyi                                                            |
|  |                                                                                         |
|  | Protoceratops andrewsi                                                                  |
|  |                                                                                         |

|  | Bagaceratops rozhdestvenskyi |
|  |                              |
|  | Protoceratops andrewsi       |
|  |                              |

|  | Leptoceratops gracilis                                                                  |
|  |                                                                                         |
|  | \| \| Bagaceratops rozhdestvenskyi \| \| \| \| \| \| Protoceratops andrewsi \| \| \| \| |
|  |                                                                                         |
|  | Bagaceratops rozhdestvenskyi                                                            |
|  |                                                                                         |
|  | Protoceratops andrewsi                                                                  |
|  |                                                                                         |

|  | Bagaceratops rozhdestvenskyi |
|  |                              |
|  | Protoceratops andrewsi       |
|  |                              |

|  | Leptoceratops gracilis                                                                  |
|  |                                                                                         |
|  | \| \| Bagaceratops rozhdestvenskyi \| \| \| \| \| \| Protoceratops andrewsi \| \| \| \| |
|  |                                                                                         |
|  | Bagaceratops rozhdestvenskyi                                                            |
|  |                                                                                         |
|  | Protoceratops andrewsi                                                                  |
|  |                                                                                         |

|  | Bagaceratops rozhdestvenskyi |
|  |                              |
|  | Protoceratops andrewsi       |
|  |                              |

|  | Leptoceratops gracilis                                                                  |
|  |                                                                                         |
|  | \| \| Bagaceratops rozhdestvenskyi \| \| \| \| \| \| Protoceratops andrewsi \| \| \| \| |
|  |                                                                                         |
|  | Bagaceratops rozhdestvenskyi                                                            |
|  |                                                                                         |
|  | Protoceratops andrewsi                                                                  |
|  |                                                                                         |

|  | Bagaceratops rozhdestvenskyi |
|  |                              |
|  | Protoceratops andrewsi       |
|  |                              |

|  | Leptoceratops gracilis                                                                  |
|  |                                                                                         |
|  | \| \| Bagaceratops rozhdestvenskyi \| \| \| \| \| \| Protoceratops andrewsi \| \| \| \| |
|  |                                                                                         |
|  | Bagaceratops rozhdestvenskyi                                                            |
|  |                                                                                         |
|  | Protoceratops andrewsi                                                                  |
|  |                                                                                         |

|  | Bagaceratops rozhdestvenskyi |
|  |                              |
|  | Protoceratops andrewsi       |
|  |                              |

|  | Leptoceratops gracilis                                                                  |
|  |                                                                                         |
|  | \| \| Bagaceratops rozhdestvenskyi \| \| \| \| \| \| Protoceratops andrewsi \| \| \| \| |
|  |                                                                                         |
|  | Bagaceratops rozhdestvenskyi                                                            |
|  |                                                                                         |
|  | Protoceratops andrewsi                                                                  |
|  |                                                                                         |

|  | Bagaceratops rozhdestvenskyi |
|  |                              |
|  | Protoceratops andrewsi       |
|  |                              |

|  | Leptoceratops gracilis                                                                  |
|  |                                                                                         |
|  | \| \| Bagaceratops rozhdestvenskyi \| \| \| \| \| \| Protoceratops andrewsi \| \| \| \| |
|  |                                                                                         |
|  | Bagaceratops rozhdestvenskyi                                                            |
|  |                                                                                         |
|  | Protoceratops andrewsi                                                                  |
|  |                                                                                         |

|  | Bagaceratops rozhdestvenskyi |
|  |                              |
|  | Protoceratops andrewsi       |
|  |                              |

|  | Leptoceratops gracilis                                                                  |
|  |                                                                                         |
|  | \| \| Bagaceratops rozhdestvenskyi \| \| \| \| \| \| Protoceratops andrewsi \| \| \| \| |
|  |                                                                                         |
|  | Bagaceratops rozhdestvenskyi                                                            |
|  |                                                                                         |
|  | Protoceratops andrewsi                                                                  |
|  |                                                                                         |

|  | Bagaceratops rozhdestvenskyi |
|  |                              |
|  | Protoceratops andrewsi       |
|  |                              |

|  | Leptoceratops gracilis                                                                  |
|  |                                                                                         |
|  | \| \| Bagaceratops rozhdestvenskyi \| \| \| \| \| \| Protoceratops andrewsi \| \| \| \| |
|  |                                                                                         |
|  | Bagaceratops rozhdestvenskyi                                                            |
|  |                                                                                         |
|  | Protoceratops andrewsi                                                                  |
|  |                                                                                         |

|  | Bagaceratops rozhdestvenskyi |
|  |                              |
|  | Protoceratops andrewsi       |
|  |                              |

|  | Leptoceratops gracilis                                                                  |
|  |                                                                                         |
|  | \| \| Bagaceratops rozhdestvenskyi \| \| \| \| \| \| Protoceratops andrewsi \| \| \| \| |
|  |                                                                                         |
|  | Bagaceratops rozhdestvenskyi                                                            |
|  |                                                                                         |
|  | Protoceratops andrewsi                                                                  |
|  |                                                                                         |

|  | Bagaceratops rozhdestvenskyi |
|  |                              |
|  | Protoceratops andrewsi       |
|  |                              |

|  | Leptoceratops gracilis                                                                  |
|  |                                                                                         |
|  | \| \| Bagaceratops rozhdestvenskyi \| \| \| \| \| \| Protoceratops andrewsi \| \| \| \| |
|  |                                                                                         |
|  | Bagaceratops rozhdestvenskyi                                                            |
|  |                                                                                         |
|  | Protoceratops andrewsi                                                                  |
|  |                                                                                         |

|  | Bagaceratops rozhdestvenskyi |
|  |                              |
|  | Protoceratops andrewsi       |
|  |                              |

|  | Leptoceratops gracilis                                                                  |
|  |                                                                                         |
|  | \| \| Bagaceratops rozhdestvenskyi \| \| \| \| \| \| Protoceratops andrewsi \| \| \| \| |
|  |                                                                                         |
|  | Bagaceratops rozhdestvenskyi                                                            |
|  |                                                                                         |
|  | Protoceratops andrewsi                                                                  |
|  |                                                                                         |

|  | Bagaceratops rozhdestvenskyi |
|  |                              |
|  | Protoceratops andrewsi       |
|  |                              |

|  | Leptoceratops gracilis                                                                  |
|  |                                                                                         |
|  | \| \| Bagaceratops rozhdestvenskyi \| \| \| \| \| \| Protoceratops andrewsi \| \| \| \| |
|  |                                                                                         |
|  | Bagaceratops rozhdestvenskyi                                                            |
|  |                                                                                         |
|  | Protoceratops andrewsi                                                                  |
|  |                                                                                         |

|  | Bagaceratops rozhdestvenskyi |
|  |                              |
|  | Protoceratops andrewsi       |
|  |                              |

|  | Leptoceratops gracilis                                                                  |
|  |                                                                                         |
|  | \| \| Bagaceratops rozhdestvenskyi \| \| \| \| \| \| Protoceratops andrewsi \| \| \| \| |
|  |                                                                                         |
|  | Bagaceratops rozhdestvenskyi                                                            |
|  |                                                                                         |
|  | Protoceratops andrewsi                                                                  |
|  |                                                                                         |

|  | Bagaceratops rozhdestvenskyi |
|  |                              |
|  | Protoceratops andrewsi       |
|  |                              |

|  | Leptoceratops gracilis                                                                  |
|  |                                                                                         |
|  | \| \| Bagaceratops rozhdestvenskyi \| \| \| \| \| \| Protoceratops andrewsi \| \| \| \| |
|  |                                                                                         |
|  | Bagaceratops rozhdestvenskyi                                                            |
|  |                                                                                         |
|  | Protoceratops andrewsi                                                                  |
|  |                                                                                         |

|  | Bagaceratops rozhdestvenskyi |
|  |                              |
|  | Protoceratops andrewsi       |
|  |                              |

|  | Leptoceratops gracilis                                                                  |
|  |                                                                                         |
|  | \| \| Bagaceratops rozhdestvenskyi \| \| \| \| \| \| Protoceratops andrewsi \| \| \| \| |
|  |                                                                                         |
|  | Bagaceratops rozhdestvenskyi                                                            |
|  |                                                                                         |
|  | Protoceratops andrewsi                                                                  |
|  |                                                                                         |

|  | Bagaceratops rozhdestvenskyi |
|  |                              |
|  | Protoceratops andrewsi       |
|  |                              |

|  | Leptoceratops gracilis                                                                  |
|  |                                                                                         |
|  | \| \| Bagaceratops rozhdestvenskyi \| \| \| \| \| \| Protoceratops andrewsi \| \| \| \| |
|  |                                                                                         |
|  | Bagaceratops rozhdestvenskyi                                                            |
|  |                                                                                         |
|  | Protoceratops andrewsi                                                                  |
|  |                                                                                         |

|  | Bagaceratops rozhdestvenskyi |
|  |                              |
|  | Protoceratops andrewsi       |
|  |                              |

|  | Leptoceratops gracilis                                                                  |
|  |                                                                                         |
|  | \| \| Bagaceratops rozhdestvenskyi \| \| \| \| \| \| Protoceratops andrewsi \| \| \| \| |
|  |                                                                                         |
|  | Bagaceratops rozhdestvenskyi                                                            |
|  |                                                                                         |
|  | Protoceratops andrewsi                                                                  |
|  |                                                                                         |

|  | Bagaceratops rozhdestvenskyi |
|  |                              |
|  | Protoceratops andrewsi       |
|  |                              |

|  | Leptoceratops gracilis                                                                  |
|  |                                                                                         |
|  | \| \| Bagaceratops rozhdestvenskyi \| \| \| \| \| \| Protoceratops andrewsi \| \| \| \| |
|  |                                                                                         |
|  | Bagaceratops rozhdestvenskyi                                                            |
|  |                                                                                         |
|  | Protoceratops andrewsi                                                                  |
|  |                                                                                         |

|  | Bagaceratops rozhdestvenskyi |
|  |                              |
|  | Protoceratops andrewsi       |
|  |                              |

|  | Leptoceratops gracilis                                                                  |
|  |                                                                                         |
|  | \| \| Bagaceratops rozhdestvenskyi \| \| \| \| \| \| Protoceratops andrewsi \| \| \| \| |
|  |                                                                                         |
|  | Bagaceratops rozhdestvenskyi                                                            |
|  |                                                                                         |
|  | Protoceratops andrewsi                                                                  |
|  |                                                                                         |

|  | Bagaceratops rozhdestvenskyi |
|  |                              |
|  | Protoceratops andrewsi       |
|  |                              |

|  | Leptoceratops gracilis                                                                  |
|  |                                                                                         |
|  | \| \| Bagaceratops rozhdestvenskyi \| \| \| \| \| \| Protoceratops andrewsi \| \| \| \| |
|  |                                                                                         |
|  | Bagaceratops rozhdestvenskyi                                                            |
|  |                                                                                         |
|  | Protoceratops andrewsi                                                                  |
|  |                                                                                         |

|  | Bagaceratops rozhdestvenskyi |
|  |                              |
|  | Protoceratops andrewsi       |
|  |                              |

|  | Leptoceratops gracilis                                                                  |
|  |                                                                                         |
|  | \| \| Bagaceratops rozhdestvenskyi \| \| \| \| \| \| Protoceratops andrewsi \| \| \| \| |
|  |                                                                                         |
|  | Bagaceratops rozhdestvenskyi                                                            |
|  |                                                                                         |
|  | Protoceratops andrewsi                                                                  |
|  |                                                                                         |

|  | Bagaceratops rozhdestvenskyi |
|  |                              |
|  | Protoceratops andrewsi       |
|  |                              |

|  | Leptoceratops gracilis                                                                  |
|  |                                                                                         |
|  | \| \| Bagaceratops rozhdestvenskyi \| \| \| \| \| \| Protoceratops andrewsi \| \| \| \| |
|  |                                                                                         |
|  | Bagaceratops rozhdestvenskyi                                                            |
|  |                                                                                         |
|  | Protoceratops andrewsi                                                                  |
|  |                                                                                         |

|  | Bagaceratops rozhdestvenskyi |
|  |                              |
|  | Protoceratops andrewsi       |
|  |                              |

|  | Leptoceratops gracilis                                                                  |
|  |                                                                                         |
|  | \| \| Bagaceratops rozhdestvenskyi \| \| \| \| \| \| Protoceratops andrewsi \| \| \| \| |
|  |                                                                                         |
|  | Bagaceratops rozhdestvenskyi                                                            |
|  |                                                                                         |
|  | Protoceratops andrewsi                                                                  |
|  |                                                                                         |

|  | Bagaceratops rozhdestvenskyi |
|  |                              |
|  | Protoceratops andrewsi       |
|  |                              |

|  | Leptoceratops gracilis                                                                  |
|  |                                                                                         |
|  | \| \| Bagaceratops rozhdestvenskyi \| \| \| \| \| \| Protoceratops andrewsi \| \| \| \| |
|  |                                                                                         |
|  | Bagaceratops rozhdestvenskyi                                                            |
|  |                                                                                         |
|  | Protoceratops andrewsi                                                                  |
|  |                                                                                         |

|  | Bagaceratops rozhdestvenskyi |
|  |                              |
|  | Protoceratops andrewsi       |
|  |                              |

|  | Leptoceratops gracilis                                                                  |
|  |                                                                                         |
|  | \| \| Bagaceratops rozhdestvenskyi \| \| \| \| \| \| Protoceratops andrewsi \| \| \| \| |
|  |                                                                                         |
|  | Bagaceratops rozhdestvenskyi                                                            |
|  |                                                                                         |
|  | Protoceratops andrewsi                                                                  |
|  |                                                                                         |

|  | Bagaceratops rozhdestvenskyi |
|  |                              |
|  | Protoceratops andrewsi       |
|  |                              |

|  | Leptoceratops gracilis                                                                  |
|  |                                                                                         |
|  | \| \| Bagaceratops rozhdestvenskyi \| \| \| \| \| \| Protoceratops andrewsi \| \| \| \| |
|  |                                                                                         |
|  | Bagaceratops rozhdestvenskyi                                                            |
|  |                                                                                         |
|  | Protoceratops andrewsi                                                                  |
|  |                                                                                         |

|  | Bagaceratops rozhdestvenskyi |
|  |                              |
|  | Protoceratops andrewsi       |
|  |                              |

|  | Leptoceratops gracilis                                                                  |
|  |                                                                                         |
|  | \| \| Bagaceratops rozhdestvenskyi \| \| \| \| \| \| Protoceratops andrewsi \| \| \| \| |
|  |                                                                                         |
|  | Bagaceratops rozhdestvenskyi                                                            |
|  |                                                                                         |
|  | Protoceratops andrewsi                                                                  |
|  |                                                                                         |

|  | Bagaceratops rozhdestvenskyi |
|  |                              |
|  | Protoceratops andrewsi       |
|  |                              |

|  | Leptoceratops gracilis                                                                  |
|  |                                                                                         |
|  | \| \| Bagaceratops rozhdestvenskyi \| \| \| \| \| \| Protoceratops andrewsi \| \| \| \| |
|  |                                                                                         |
|  | Bagaceratops rozhdestvenskyi                                                            |
|  |                                                                                         |
|  | Protoceratops andrewsi                                                                  |
|  |                                                                                         |

|  | Bagaceratops rozhdestvenskyi |
|  |                              |
|  | Protoceratops andrewsi       |
|  |                              |

|  | Leptoceratops gracilis                                                                  |
|  |                                                                                         |
|  | \| \| Bagaceratops rozhdestvenskyi \| \| \| \| \| \| Protoceratops andrewsi \| \| \| \| |
|  |                                                                                         |
|  | Bagaceratops rozhdestvenskyi                                                            |
|  |                                                                                         |
|  | Protoceratops andrewsi                                                                  |
|  |                                                                                         |

|  | Bagaceratops rozhdestvenskyi |
|  |                              |
|  | Protoceratops andrewsi       |
|  |                              |

|  | Leptoceratops gracilis                                                                  |
|  |                                                                                         |
|  | \| \| Bagaceratops rozhdestvenskyi \| \| \| \| \| \| Protoceratops andrewsi \| \| \| \| |
|  |                                                                                         |
|  | Bagaceratops rozhdestvenskyi                                                            |
|  |                                                                                         |
|  | Protoceratops andrewsi                                                                  |
|  |                                                                                         |

|  | Bagaceratops rozhdestvenskyi |
|  |                              |
|  | Protoceratops andrewsi       |
|  |                              |

|  | Leptoceratops gracilis                                                                  |
|  |                                                                                         |
|  | \| \| Bagaceratops rozhdestvenskyi \| \| \| \| \| \| Protoceratops andrewsi \| \| \| \| |
|  |                                                                                         |
|  | Bagaceratops rozhdestvenskyi                                                            |
|  |                                                                                         |
|  | Protoceratops andrewsi                                                                  |
|  |                                                                                         |

|  | Bagaceratops rozhdestvenskyi |
|  |                              |
|  | Protoceratops andrewsi       |
|  |                              |

|  | Psittacosaurus lujiatunensis |
|  |                              |
|  | Psittacosaurus mongoliensis  |
|  |                              |

|  | Stenopelix valdensis |
|  |                      |
|  | Yinlong downsi       |
|  |                      |

|  | Chaoyangsaurus youngi                                                                  |
|  |                                                                                        |
|  | \| \| Xuanhuaceratops niei \| \| \| \| \| \| Hualianceratops wucaiwanensis \| \| \| \| |
|  |                                                                                        |
|  | Xuanhuaceratops niei                                                                   |
|  |                                                                                        |
|  | Hualianceratops wucaiwanensis                                                          |
|  |                                                                                        |

|  | Xuanhuaceratops niei          |
|  |                               |
|  | Hualianceratops wucaiwanensis |
|  |                               |

|  | Stenopelix valdensis |
|  |                      |
|  | Yinlong downsi       |
|  |                      |

|  | Chaoyangsaurus youngi                                                                  |
|  |                                                                                        |
|  | \| \| Xuanhuaceratops niei \| \| \| \| \| \| Hualianceratops wucaiwanensis \| \| \| \| |
|  |                                                                                        |
|  | Xuanhuaceratops niei                                                                   |
|  |                                                                                        |
|  | Hualianceratops wucaiwanensis                                                          |
|  |                                                                                        |

|  | Xuanhuaceratops niei          |
|  |                               |
|  | Hualianceratops wucaiwanensis |
|  |                               |

|  | Leptoceratops gracilis                                                                  |
|  |                                                                                         |
|  | \| \| Bagaceratops rozhdestvenskyi \| \| \| \| \| \| Protoceratops andrewsi \| \| \| \| |
|  |                                                                                         |
|  | Bagaceratops rozhdestvenskyi                                                            |
|  |                                                                                         |
|  | Protoceratops andrewsi                                                                  |
|  |                                                                                         |

|  | Bagaceratops rozhdestvenskyi |
|  |                              |
|  | Protoceratops andrewsi       |
|  |                              |

|  | Leptoceratops gracilis                                                                  |
|  |                                                                                         |
|  | \| \| Bagaceratops rozhdestvenskyi \| \| \| \| \| \| Protoceratops andrewsi \| \| \| \| |
|  |                                                                                         |
|  | Bagaceratops rozhdestvenskyi                                                            |
|  |                                                                                         |
|  | Protoceratops andrewsi                                                                  |
|  |                                                                                         |

|  | Bagaceratops rozhdestvenskyi |
|  |                              |
|  | Protoceratops andrewsi       |
|  |                              |

|  | Leptoceratops gracilis                                                                  |
|  |                                                                                         |
|  | \| \| Bagaceratops rozhdestvenskyi \| \| \| \| \| \| Protoceratops andrewsi \| \| \| \| |
|  |                                                                                         |
|  | Bagaceratops rozhdestvenskyi                                                            |
|  |                                                                                         |
|  | Protoceratops andrewsi                                                                  |
|  |                                                                                         |

|  | Bagaceratops rozhdestvenskyi |
|  |                              |
|  | Protoceratops andrewsi       |
|  |                              |

|  | Leptoceratops gracilis                                                                  |
|  |                                                                                         |
|  | \| \| Bagaceratops rozhdestvenskyi \| \| \| \| \| \| Protoceratops andrewsi \| \| \| \| |
|  |                                                                                         |
|  | Bagaceratops rozhdestvenskyi                                                            |
|  |                                                                                         |
|  | Protoceratops andrewsi                                                                  |
|  |                                                                                         |

|  | Bagaceratops rozhdestvenskyi |
|  |                              |
|  | Protoceratops andrewsi       |
|  |                              |

|  | Leptoceratops gracilis                                                                  |
|  |                                                                                         |
|  | \| \| Bagaceratops rozhdestvenskyi \| \| \| \| \| \| Protoceratops andrewsi \| \| \| \| |
|  |                                                                                         |
|  | Bagaceratops rozhdestvenskyi                                                            |
|  |                                                                                         |
|  | Protoceratops andrewsi                                                                  |
|  |                                                                                         |

|  | Bagaceratops rozhdestvenskyi |
|  |                              |
|  | Protoceratops andrewsi       |
|  |                              |

|  | Leptoceratops gracilis                                                                  |
|  |                                                                                         |
|  | \| \| Bagaceratops rozhdestvenskyi \| \| \| \| \| \| Protoceratops andrewsi \| \| \| \| |
|  |                                                                                         |
|  | Bagaceratops rozhdestvenskyi                                                            |
|  |                                                                                         |
|  | Protoceratops andrewsi                                                                  |
|  |                                                                                         |

|  | Bagaceratops rozhdestvenskyi |
|  |                              |
|  | Protoceratops andrewsi       |
|  |                              |

|  | Leptoceratops gracilis                                                                  |
|  |                                                                                         |
|  | \| \| Bagaceratops rozhdestvenskyi \| \| \| \| \| \| Protoceratops andrewsi \| \| \| \| |
|  |                                                                                         |
|  | Bagaceratops rozhdestvenskyi                                                            |
|  |                                                                                         |
|  | Protoceratops andrewsi                                                                  |
|  |                                                                                         |

|  | Bagaceratops rozhdestvenskyi |
|  |                              |
|  | Protoceratops andrewsi       |
|  |                              |

|  | Leptoceratops gracilis                                                                  |
|  |                                                                                         |
|  | \| \| Bagaceratops rozhdestvenskyi \| \| \| \| \| \| Protoceratops andrewsi \| \| \| \| |
|  |                                                                                         |
|  | Bagaceratops rozhdestvenskyi                                                            |
|  |                                                                                         |
|  | Protoceratops andrewsi                                                                  |
|  |                                                                                         |

|  | Bagaceratops rozhdestvenskyi |
|  |                              |
|  | Protoceratops andrewsi       |
|  |                              |

|  | Leptoceratops gracilis                                                                  |
|  |                                                                                         |
|  | \| \| Bagaceratops rozhdestvenskyi \| \| \| \| \| \| Protoceratops andrewsi \| \| \| \| |
|  |                                                                                         |
|  | Bagaceratops rozhdestvenskyi                                                            |
|  |                                                                                         |
|  | Protoceratops andrewsi                                                                  |
|  |                                                                                         |

|  | Bagaceratops rozhdestvenskyi |
|  |                              |
|  | Protoceratops andrewsi       |
|  |                              |

|  | Leptoceratops gracilis                                                                  |
|  |                                                                                         |
|  | \| \| Bagaceratops rozhdestvenskyi \| \| \| \| \| \| Protoceratops andrewsi \| \| \| \| |
|  |                                                                                         |
|  | Bagaceratops rozhdestvenskyi                                                            |
|  |                                                                                         |
|  | Protoceratops andrewsi                                                                  |
|  |                                                                                         |

|  | Bagaceratops rozhdestvenskyi |
|  |                              |
|  | Protoceratops andrewsi       |
|  |                              |

|  | Leptoceratops gracilis                                                                  |
|  |                                                                                         |
|  | \| \| Bagaceratops rozhdestvenskyi \| \| \| \| \| \| Protoceratops andrewsi \| \| \| \| |
|  |                                                                                         |
|  | Bagaceratops rozhdestvenskyi                                                            |
|  |                                                                                         |
|  | Protoceratops andrewsi                                                                  |
|  |                                                                                         |

|  | Bagaceratops rozhdestvenskyi |
|  |                              |
|  | Protoceratops andrewsi       |
|  |                              |

|  | Leptoceratops gracilis                                                                  |
|  |                                                                                         |
|  | \| \| Bagaceratops rozhdestvenskyi \| \| \| \| \| \| Protoceratops andrewsi \| \| \| \| |
|  |                                                                                         |
|  | Bagaceratops rozhdestvenskyi                                                            |
|  |                                                                                         |
|  | Protoceratops andrewsi                                                                  |
|  |                                                                                         |

|  | Bagaceratops rozhdestvenskyi |
|  |                              |
|  | Protoceratops andrewsi       |
|  |                              |

|  | Leptoceratops gracilis                                                                  |
|  |                                                                                         |
|  | \| \| Bagaceratops rozhdestvenskyi \| \| \| \| \| \| Protoceratops andrewsi \| \| \| \| |
|  |                                                                                         |
|  | Bagaceratops rozhdestvenskyi                                                            |
|  |                                                                                         |
|  | Protoceratops andrewsi                                                                  |
|  |                                                                                         |

|  | Bagaceratops rozhdestvenskyi |
|  |                              |
|  | Protoceratops andrewsi       |
|  |                              |

|  | Leptoceratops gracilis                                                                  |
|  |                                                                                         |
|  | \| \| Bagaceratops rozhdestvenskyi \| \| \| \| \| \| Protoceratops andrewsi \| \| \| \| |
|  |                                                                                         |
|  | Bagaceratops rozhdestvenskyi                                                            |
|  |                                                                                         |
|  | Protoceratops andrewsi                                                                  |
|  |                                                                                         |

|  | Bagaceratops rozhdestvenskyi |
|  |                              |
|  | Protoceratops andrewsi       |
|  |                              |

|  | Leptoceratops gracilis                                                                  |
|  |                                                                                         |
|  | \| \| Bagaceratops rozhdestvenskyi \| \| \| \| \| \| Protoceratops andrewsi \| \| \| \| |
|  |                                                                                         |
|  | Bagaceratops rozhdestvenskyi                                                            |
|  |                                                                                         |
|  | Protoceratops andrewsi                                                                  |
|  |                                                                                         |

|  | Bagaceratops rozhdestvenskyi |
|  |                              |
|  | Protoceratops andrewsi       |
|  |                              |

|  | Leptoceratops gracilis                                                                  |
|  |                                                                                         |
|  | \| \| Bagaceratops rozhdestvenskyi \| \| \| \| \| \| Protoceratops andrewsi \| \| \| \| |
|  |                                                                                         |
|  | Bagaceratops rozhdestvenskyi                                                            |
|  |                                                                                         |
|  | Protoceratops andrewsi                                                                  |
|  |                                                                                         |

|  | Bagaceratops rozhdestvenskyi |
|  |                              |
|  | Protoceratops andrewsi       |
|  |                              |

|  | Leptoceratops gracilis                                                                  |
|  |                                                                                         |
|  | \| \| Bagaceratops rozhdestvenskyi \| \| \| \| \| \| Protoceratops andrewsi \| \| \| \| |
|  |                                                                                         |
|  | Bagaceratops rozhdestvenskyi                                                            |
|  |                                                                                         |
|  | Protoceratops andrewsi                                                                  |
|  |                                                                                         |

|  | Bagaceratops rozhdestvenskyi |
|  |                              |
|  | Protoceratops andrewsi       |
|  |                              |

|  | Leptoceratops gracilis                                                                  |
|  |                                                                                         |
|  | \| \| Bagaceratops rozhdestvenskyi \| \| \| \| \| \| Protoceratops andrewsi \| \| \| \| |
|  |                                                                                         |
|  | Bagaceratops rozhdestvenskyi                                                            |
|  |                                                                                         |
|  | Protoceratops andrewsi                                                                  |
|  |                                                                                         |

|  | Bagaceratops rozhdestvenskyi |
|  |                              |
|  | Protoceratops andrewsi       |
|  |                              |

|  | Leptoceratops gracilis                                                                  |
|  |                                                                                         |
|  | \| \| Bagaceratops rozhdestvenskyi \| \| \| \| \| \| Protoceratops andrewsi \| \| \| \| |
|  |                                                                                         |
|  | Bagaceratops rozhdestvenskyi                                                            |
|  |                                                                                         |
|  | Protoceratops andrewsi                                                                  |
|  |                                                                                         |

|  | Bagaceratops rozhdestvenskyi |
|  |                              |
|  | Protoceratops andrewsi       |
|  |                              |

|  | Leptoceratops gracilis                                                                  |
|  |                                                                                         |
|  | \| \| Bagaceratops rozhdestvenskyi \| \| \| \| \| \| Protoceratops andrewsi \| \| \| \| |
|  |                                                                                         |
|  | Bagaceratops rozhdestvenskyi                                                            |
|  |                                                                                         |
|  | Protoceratops andrewsi                                                                  |
|  |                                                                                         |

|  | Bagaceratops rozhdestvenskyi |
|  |                              |
|  | Protoceratops andrewsi       |
|  |                              |

|  | Leptoceratops gracilis                                                                  |
|  |                                                                                         |
|  | \| \| Bagaceratops rozhdestvenskyi \| \| \| \| \| \| Protoceratops andrewsi \| \| \| \| |
|  |                                                                                         |
|  | Bagaceratops rozhdestvenskyi                                                            |
|  |                                                                                         |
|  | Protoceratops andrewsi                                                                  |
|  |                                                                                         |

|  | Bagaceratops rozhdestvenskyi |
|  |                              |
|  | Protoceratops andrewsi       |
|  |                              |

|  | Leptoceratops gracilis                                                                  |
|  |                                                                                         |
|  | \| \| Bagaceratops rozhdestvenskyi \| \| \| \| \| \| Protoceratops andrewsi \| \| \| \| |
|  |                                                                                         |
|  | Bagaceratops rozhdestvenskyi                                                            |
|  |                                                                                         |
|  | Protoceratops andrewsi                                                                  |
|  |                                                                                         |

|  | Bagaceratops rozhdestvenskyi |
|  |                              |
|  | Protoceratops andrewsi       |
|  |                              |

|  | Leptoceratops gracilis                                                                  |
|  |                                                                                         |
|  | \| \| Bagaceratops rozhdestvenskyi \| \| \| \| \| \| Protoceratops andrewsi \| \| \| \| |
|  |                                                                                         |
|  | Bagaceratops rozhdestvenskyi                                                            |
|  |                                                                                         |
|  | Protoceratops andrewsi                                                                  |
|  |                                                                                         |

|  | Bagaceratops rozhdestvenskyi |
|  |                              |
|  | Protoceratops andrewsi       |
|  |                              |

|  | Leptoceratops gracilis                                                                  |
|  |                                                                                         |
|  | \| \| Bagaceratops rozhdestvenskyi \| \| \| \| \| \| Protoceratops andrewsi \| \| \| \| |
|  |                                                                                         |
|  | Bagaceratops rozhdestvenskyi                                                            |
|  |                                                                                         |
|  | Protoceratops andrewsi                                                                  |
|  |                                                                                         |

|  | Bagaceratops rozhdestvenskyi |
|  |                              |
|  | Protoceratops andrewsi       |
|  |                              |

|  | Leptoceratops gracilis                                                                  |
|  |                                                                                         |
|  | \| \| Bagaceratops rozhdestvenskyi \| \| \| \| \| \| Protoceratops andrewsi \| \| \| \| |
|  |                                                                                         |
|  | Bagaceratops rozhdestvenskyi                                                            |
|  |                                                                                         |
|  | Protoceratops andrewsi                                                                  |
|  |                                                                                         |

|  | Bagaceratops rozhdestvenskyi |
|  |                              |
|  | Protoceratops andrewsi       |
|  |                              |

|  | Leptoceratops gracilis                                                                  |
|  |                                                                                         |
|  | \| \| Bagaceratops rozhdestvenskyi \| \| \| \| \| \| Protoceratops andrewsi \| \| \| \| |
|  |                                                                                         |
|  | Bagaceratops rozhdestvenskyi                                                            |
|  |                                                                                         |
|  | Protoceratops andrewsi                                                                  |
|  |                                                                                         |

|  | Bagaceratops rozhdestvenskyi |
|  |                              |
|  | Protoceratops andrewsi       |
|  |                              |

|  | Leptoceratops gracilis                                                                  |
|  |                                                                                         |
|  | \| \| Bagaceratops rozhdestvenskyi \| \| \| \| \| \| Protoceratops andrewsi \| \| \| \| |
|  |                                                                                         |
|  | Bagaceratops rozhdestvenskyi                                                            |
|  |                                                                                         |
|  | Protoceratops andrewsi                                                                  |
|  |                                                                                         |

|  | Bagaceratops rozhdestvenskyi |
|  |                              |
|  | Protoceratops andrewsi       |
|  |                              |

|  | Leptoceratops gracilis                                                                  |
|  |                                                                                         |
|  | \| \| Bagaceratops rozhdestvenskyi \| \| \| \| \| \| Protoceratops andrewsi \| \| \| \| |
|  |                                                                                         |
|  | Bagaceratops rozhdestvenskyi                                                            |
|  |                                                                                         |
|  | Protoceratops andrewsi                                                                  |
|  |                                                                                         |

|  | Bagaceratops rozhdestvenskyi |
|  |                              |
|  | Protoceratops andrewsi       |
|  |                              |

|  | Leptoceratops gracilis                                                                  |
|  |                                                                                         |
|  | \| \| Bagaceratops rozhdestvenskyi \| \| \| \| \| \| Protoceratops andrewsi \| \| \| \| |
|  |                                                                                         |
|  | Bagaceratops rozhdestvenskyi                                                            |
|  |                                                                                         |
|  | Protoceratops andrewsi                                                                  |
|  |                                                                                         |

|  | Bagaceratops rozhdestvenskyi |
|  |                              |
|  | Protoceratops andrewsi       |
|  |                              |

|  | Leptoceratops gracilis                                                                  |
|  |                                                                                         |
|  | \| \| Bagaceratops rozhdestvenskyi \| \| \| \| \| \| Protoceratops andrewsi \| \| \| \| |
|  |                                                                                         |
|  | Bagaceratops rozhdestvenskyi                                                            |
|  |                                                                                         |
|  | Protoceratops andrewsi                                                                  |
|  |                                                                                         |

|  | Bagaceratops rozhdestvenskyi |
|  |                              |
|  | Protoceratops andrewsi       |
|  |                              |

|  | Leptoceratops gracilis                                                                  |
|  |                                                                                         |
|  | \| \| Bagaceratops rozhdestvenskyi \| \| \| \| \| \| Protoceratops andrewsi \| \| \| \| |
|  |                                                                                         |
|  | Bagaceratops rozhdestvenskyi                                                            |
|  |                                                                                         |
|  | Protoceratops andrewsi                                                                  |
|  |                                                                                         |

|  | Bagaceratops rozhdestvenskyi |
|  |                              |
|  | Protoceratops andrewsi       |
|  |                              |

|  | Leptoceratops gracilis                                                                  |
|  |                                                                                         |
|  | \| \| Bagaceratops rozhdestvenskyi \| \| \| \| \| \| Protoceratops andrewsi \| \| \| \| |
|  |                                                                                         |
|  | Bagaceratops rozhdestvenskyi                                                            |
|  |                                                                                         |
|  | Protoceratops andrewsi                                                                  |
|  |                                                                                         |

|  | Bagaceratops rozhdestvenskyi |
|  |                              |
|  | Protoceratops andrewsi       |
|  |                              |

## Paleobiología
Yinlong fue descubierto con siete gastrolitos preservados en la cavidad abdominal. Los gastrolitos, piedras alojadas en el tracto digestivo y usadas para moler el material vegetal, también se han encontrado en el ceratopsio Psittacosaurus, y también están ampliamente distribuidos en otros grupos de dinosaurios, incluyendo las aves.